# Erik Rebstock
Erik Rebstock (Neustrelitz, 29 de julio de 1987) es un deportista alemán que compite en piragüismo en la modalidad de aguas tranquilas. Ganó tres medallas en el Campeonato Mundial de Piragüismo entre los años 2009 y 2013, y dos medallas en el Campeonato Europeo de Piragüismo en los años 2009 y 2010.

## Palmarés internacional
| Campeonato Mundial | Campeonato Mundial     | Campeonato Mundial | Campeonato Mundial |
| Año                | Lugar                  | Medalla            | Competición        |
| ------------------ | ---------------------- | ------------------ | ------------------ |
| 2009               | Dartmouth (Canadá)     | Medalla de plata   | C4 1000 m          |
| 2010               | Poznań (Polonia)       | Medalla de bronce  | C4 1000 m          |
| 2013               | Duisburgo (Alemania)   | Medalla de oro     | C4 1000 m          |
| Campeonato Europeo |                        |                    |                    |
| Año                | Lugar                  | Medalla            | Competición        |
| 2009               | Brandeburgo (Alemania) | Medalla de oro     | C4 1000 m          |
| 2010               | Corvera (España)       | Medalla de bronce  | C4 1000 m          |